# Königsbronn
Königsbronn là một thị xã nằm ở huyện Heidenheim, bang Baden-Württemberg, miền nam nước Đức. Thị xã bao gồm các làng Itzelberg, Ochsenberg và  Zang.